# Rafael Rojina Villegas
Rafael Rojina Villegas (Orizaba, 22 de julio de 1908 - Acapulco de Juárez, 1976) fue un autor y abogado mexicano. Doctor en Derecho por la Universidad Nacional Autónoma de México, universidad de la que más tarde fue profesor desde 1934. Fue secretario de Estudio y Cuenta, magistrado del Tribunal Colegiado del Primer Circuito y en 1952 fue designado ministro de la Suprema Corte de Justicia por el entonces presidente de la república Miguel Alemán Valdés.